# الیور شفر
الیور شفر (انگلیسی: Oliver Schäfer؛ زادهٔ ۲۷ فوریهٔ ۱۹۶۹) بازیکن فوتبال اهل آلمان است.
از باشگاه‌هایی که در آن بازی کرده‌است می‌توان به باشگاه فوتبال بشیکتاش، باشگاه فوتبال هانوفر ۹۶، باشگاه فوتبال کایزرسلاوترن، باشگاه فوتبال فرایبورگ، و باشگاه فوتبال زاربروکن اشاره کرد.